# Hiéroglyphe égyptien D51
Pour les articles homonymes, voir Doigt (homonymie).
Le hiéroglyphe égyptien D51 (doigt) est classifié dans la section D « Parties du corps humain » de la liste de Gardiner ; il y est noté D51.

## Représentation
Il représente un doigt humain. Il est translittéré ˁnt ou dḳr.

## Utilisation
| a · n | t · D51 |

| a · n | t · D51 |

| D51 · t · Z1 |

| D51 · t · Z1 |

| M12 | A | D51 · D40 |

| M12 | A | D51 · D40 |

| G47 | i | i | D51 · D40 |

| G47 | i | i | D51 · D40 |

| G47 | D51 · D40 |

| G47 | D51 · D40 |

| d · q | r · D51 | A24 |

| d · q | r · D51 | A24 |

| d · q | r · D51 | A24 |

| d · q | r · D51 | A24 |

| d · q · r | D51 · N33A |

| d · q · r | D51 · N33A |

| D51 · N33A |

| D51 · N33A |

| D51 · N33A |

| D51 · N33A |

| q | A | A | N33B · Z2 |

| q | A | A | N33B · Z2 |

| n · q | a · W · t | D51 · N33A |

| n · q | a · W · t | D51 · N33A |

soit la notion générale de griffure (plus probable).

## Exemples de mots
| A | X · a | D51 |

| A | X · a | D51 |

| A | X · a | t · D51 |

| A | X · a | t · D51 |

| x · t | D51 · D40 |

| x · t | D51 · D40 |